# Joel Olano
Joel Guevarra Olaño (* 6. Januar 1968 in Manila, Philippinen) ist ein deutsch-philippinischer Schauspieler. Er lebt und arbeitet in München.

## Leben und Karriere
Olano absolvierte von 1987 bis 1990 eine Schauspielausbildung an der Film Academy of the Philippines. Von 1984 bis 1985 war er Mitglied des Theaterensembles der Philippine Educational Theatre Association, zuvor war er bereits von 1983 bis 1984 Mitglied des Theaterensembles am Cultural Center of the Philippines.
Olano übernahm Rollen in zahlreichen deutschen Film- und Fernsehproduktionen. Bereits 1997 spielte er in einer Folge von Dazlak – Skinhead. 2003 war er in der Serie Abschnitt 40 als Hi Wuan zu sehen, 2004 folgte die Rolle des Yang im Film Jargo.
2008 trat er in der Actionserie GSG 9 als Assam auf. 2019 spielte er den Pizzachef Chan in Hubert und/ohne Staller. 2023 verkörperte er Mr. Wu in Thabo – Das Nashorn-Abenteuer und übernahm in der ARD-Serie Zimmer mit Stall die Rolle von Govinda in der Folge Das Blaue vom Himmel. Neben seiner Film- und Fernsehkarriere war Olano auch auf deutschen Bühnen aktiv, unter anderem an den Münchner Kammerspielen und im Gasteig.

## Auszeichnungen
Für seine Leistung in der ARD-Serie UP UP erhielt er 2022 eine Nominierung als bester Nebendarsteller beim Festival Die Seriale.

## Filmografie (Auswahl)
- 1995: Seven Servants, Kino, Rolle: Balletttänzer
- 1997: Dazlak, Kino, Rolle: Handwerker
- 1999: Marienhof, TV-Serie (ARD), Rolle: Cousin von Kim
- 2003: Jargo, Kino Berlinale, Rolle: Yang
- 2003: Berlin – Abschnitt 40, TV-Serie (RTL), Rolle: Chinesischer Agent
- 2003: Isnats, Kino Cinemalaya Festival, Rolle: Sam
- 2004: Stranded, Kurzfilm Berlinale, Rolle: Ivan
- 2005: Die wilden Kerle 3; Kino, Rolle: Thaibox-Trainer[4][5][6]
- 2008: GSG 9 – Die Elite-Einheit, TV-Serie (SAT1), Rolle: Anwar
- 2009: Cobra 11 – Das Ende der Welt, TV-Serie (RTL), Rolle: Japanischer Terrorist[7]
- 2012: Killing All The Flies, Serienpilot, Rolle: Sandro[8]
- 2015: Trostfrauen: Comfort Women in the Philippines, Dokumentarfilm, Rolle: Sprecher[9]
- 2018 Smokefree.gov – Cannibal Cop, Spec-Werbefilm, Rolle: Agent Briggs
- 2019: Hubert OHNE Staller, TV-Serie, ARD, 9. Staffel, Folge 138: Ein Fußgänger sieht rot, Rolle: Herr Chan
- 2019: TERRA X, ZDF-Dokuserie, Folge: Magellan, Rolle Enrique[10]
- 2020: UP UP, Webserie, RBB/ARD & Filmuniversität Babelsberg, Rolle: Mr.Ming[11]
- 2021: Biohackers 2, Netflix-Serie, Rolle:Dr. Vordamm-Bernsmeier[12]
- 2021: Sex, Küche, Zimmer, Bad, Amazon-Serie, Rolle: Yoshi Nakajima[13]
- 2022: Thabo – Das Nashorn-Abenteuer, Kinofilm, Rolle: Mr. Wu[14]
- 2022: Zimmer mit Stall, Folge: Das Blaue vom Himmel, ARD-Serie, Rolle: Govinda[14]

## Hörspiele (Auswahl)
- 2022: Friedrich Ani: Haus der aufgehenden Sonne (3 Teile) (Dr. Bernhard) – Regie: Alex Schaad (Original-Hörspiel, Kriminalhörspiel – BR)
- 2023: Friedrich Ani: Liebe minus null (3 Teile) – Regie: Stefanie Ramb, Alex Schaad (Originalhörspiel, Kriminalhörspiel – BR)[15]

## Theater
- 1983: Igun Itim, Cultural Center of the Philippines, Rolle: Sohn
- 1985: Diverse Jugend Repertoire, Philippine Educational Theater Association, Rolle: diverse
- 1988–1998: Succot Festival, Jerusalem, Israel, Rolle: Tänzer, Schauspieler
- 1989: Manly-linlang, Film Center of the Philippines, Rolle: Hauptrolle
- 1998–2000: Xaris Europa Tanztournee, Rolle: Tänzer
- 2005–2006: Vor Sonnenaufgang, Münchner Kammerspiele, Rolle: John[16]
- 2016: Udaan Bollywood Musical, Gasteig München, Rolle: Father[17]